# 漢森布林冰川
72°6′S 22°45′E / 72.100°S 22.750°E
漢森布林冰川是南極洲的冰川，位於東部南極洲的毛德皇后地，處於南龍達訥山脈地區，全長28公里，挪威製圖師根據探險隊把該冰川繪入地圖。